# Andorranische Euromünzen
| Die Euromünzen |
| Eurozone |
| --- |
| Belgien Deutschland Estland Finnland Frankreich Griechenland Irland Italien Kroatien Lettland Litauen Luxemburg Malta Niederlande Österreich Portugal Slowakei Slowenien Spanien Zypern |
| Assoziierte Euronutzer (mit eigenen Euromünzen) |
| Andorra Monaco San Marino Vatikanstadt |
| Passive Euronutzer (ohne eigene Euromünzen) |
| Kosovo Montenegro |
| Zukünftige Eurostaaten |
| Bulgarien Polen Rumänien Schweden Tschechien Ungarn |
| Ausstiegsklausel |
| Dänemark |

Die andorranischen Euromünzen sind die von Andorra am 29. Dezember 2014 eingeführten Münzen der gemeinsamen europäischen Währung Euro.

## Vorgeschichte
Das Fürstentum Andorra verwendete bis 2001 den Französischen Franc und die Spanische Peseta und hat mit der Einführung des Euro in seinen Nachbarländern Spanien und Frankreich den Euro unilateral eingeführt. Das Land verwendete den Euro bislang zwar „de facto“, aber nicht „de jure“. Größtes Hindernis für eine Währungsvereinbarung mit den Ländern der Eurozone war nicht die Pseudowährung Diner und die Anpassung des Steuerrechts, sondern das andorranische Bankgeheimnis. So beschloss die Regierung schon am 11. Oktober 2000 die Einführung des Euro und nahm 2004 diesbezügliche Verhandlungen auf, mit dem Ziel der Prägung und Ausgabe eigener Euromünzen zum 1. Januar 2009. Eine Einigung konnte jedoch bis zu diesem Zeitpunkt nicht erzielt werden.

## Rechtsgrundlage und Umfang der Prägerechte
Am 30. Juni 2011 wurde eine Währungsvereinbarung zwischen der EU und Andorra unterzeichnet, die am 1. April 2012 in Kraft trat. Damit wurde der Euro zur offiziellen Währung des Fürstentums. Andorra erhielt, unter bestimmten Bedingungen, das Recht, ab 1. Juli 2013 Euromünzen auszugeben, im Umfang von 2,4 Millionen Euro jährlich. Am 30. September 2013 endete eigentlich die vorgesehene Umsetzungsfrist für die in der Währungsvereinbarung gestellten Bedingungen. Jorge Cinca, der andorranische Finanzminister, erklärte am 2. Oktober 2012 vor dem  Generalrat, dem Einkammerparlament von Andorra, es gebe nach wie vor Probleme bei der Umsetzung der europäischen Gesetzgebung zur Verhinderung der Geldwäsche, sowie der Unterzeichnung einer Kooperationsvereinbarung mit der International Organization of Securities Commissions (IOSCO) über die Vorschriften bei der Bekämpfung von Betrug und Fälschung von Banknoten und Münzen. Das verzögere den Start der Münzprägung bis Januar 2014. Erst am 20. November 2013 wurden die im Rahmen der Währungsvereinbarung erforderlichen Dekrete zur Umsetzung europäischer Normen von der andorranischen Regierung verabschiedet.

## Umlaufmünzen
2011 wurde für die Gestaltung der andorranischen Euromünzen ein Designwettbewerb angekündigt, der im März/April 2013 stattfand. Die 2-Euro-Münze wurde davon ausgenommen, auf der das andorranische Wappen abzubilden war. Zur Münzgestaltung gab es folgende Vorgaben: Auf der 1-Euro-Münze soll die Casa de la Vall abgebildet werden, auf den Münzen 10 bis 50 Cent romanische Kunst und auf den kleinen Münzen 1 bis 5 Cent soll es Naturabbildungen geben.
Am 16. Mai 2013 wurden die ausgewählten Entwürfe der Münzen vorgestellt und deren Auflagenhöhen bekanntgegeben.
Die EU gab erst Anfang Dezember 2013 grünes Licht für die Prägung der Münzen, deren Ausgabe somit nicht, wie ursprünglich vorgesehen, zum 1. Januar 2014 erfolgen konnte. Sie wurde auf Ende Dezember 2014 verschoben. Die 2-Euro-Münzen und die 10-, 20- und 50-Cent-Münzen sollten von der Monnaie de Paris, die 1-Euro-Münzen und die 1-, 2- und 5-Cent-Münzen von der spanischen Münzprägeanstalt geprägt werden. Die am 23. Dezember 2014 vorgestellten Kursmünzen des Jahrgangs 2014 wurden jedoch alle in Spanien geprägt – Frankreich wurde stattdessen der Prägeauftrag 2015 zugesagt. Die andorranische Regierung bestimmte, 80 % der Münzen, gemischt mit solchen spanischer Herkunft, ab 15. Januar 2015 in Andorra und Spanien in Umlauf zu bringen – zuerst 10-, 20- und 50-Cent-, später 1- und 2-Euro-Münzen. 20 % des Münzvolumens sei in Form von Kursmünzensätzen für Sammler vorgesehen. 70.000 Standard-Kursmünzensätze konnten ab 23. Dezember 2014 von Andorranern zum Nennwert bestellt werden, mit Ausliefertermin ab 29. Dezember 2014. 69.000 Kursmünzensätze im Folder wurden ab 15. Januar 2015 zum Preis von 24 Euro in Umlauf gebracht.
Auf den von Ruben da Silva gestalteten Münzen von 1 bis 5 Cent sind eine Pyrenäen-Gämse und ein Bartgeier abgebildet, auf denen von 10 bis 50 Cent war ein Detail der Pantokrator-Freske in der romanischen Kirche Sant Martí de la Cortinada und die präromanische Kirche Santa Coloma als Motiv vorgesehen. Nach Einspruch der EU-Kommission gegen das religiöse Pantokrator-Motiv ist auf den 10-, 20- und 50-Cent-Münzen nach dem Entwurf von Moles Disseny und Escaldes-Engordany nur noch die Kirche Santa Coloma abgebildet. Die Darstellung der Casa de la Vall auf den 1-Euro-Münzen wurde gegenüber dem Wettbewerbsentwurf von Jordi Puy modifiziert; auch die 1- bis 5-Cent-Münzen wurden in Details verändert – allerdings zeigt die Veröffentlichung im EU-Amtsblatt die Casa de la Vall in der Version des Wettbewerbsentwurfs. Das auf der 2-Euro-Münze dargestellte Wappen Andorras zeigt Mitra und Krummstab des Bischofs von Urgell, Kofürst von Andorra, drei Pfähle des Wappens von Foix bzw. vier Kataloniens und die zwei Kühe der Grafen von Béarn. Ab dem Prägejahr 2017 wird das Münzbild der 2-Euro-Münze auf der Pille verkleinert dargestellt.

## Design der Münzen
| 1 Cent                       | 2 Cent                                                                                   | 5 Cent                                                                                           |
| ---------------------------- | ---------------------------------------------------------------------------------------- | ------------------------------------------------------------------------------------------------ |
| Andorra 1 Cent               | Andorra 2 Cent                                                                           | Andorra 5 Cent                                                                                   |
| Pyrenäen-Gämse und Bartgeier |                                                                                          |                                                                                                  |
| 10 Cent                      | 20 Cent                                                                                  | 50 Cent                                                                                          |
| Andorra 10 Cent              | Andorra 20 Cent                                                                          | Andorra 50 Cent                                                                                  |
| Kirche Santa Coloma          |                                                                                          |                                                                                                  |
| 1 Euro                       | 2 Euro                                                                                   | Rand der 2-€-Münze                                                                               |
| Andorra 1 Euro               | Andorra 2 Euro                                                                           |                                                                                                  |
| Casa de la Vall              | Wappen Andorras mit Nationalmotto: VIRTUS UNITA FORTIOR (Vereint ist die Tugend stärker) | Sechsmal abwechselnd die Zahl 2 und ★ ★ (zwei Sterne), abwechselnd aufrecht und um 180° gedreht. |

## 2-Euro-Gedenkmünzen
| Nr. | Bild | Ausgabedatum Bildreferenz | Anlass                                                                                | Amtsblatt Referenz | Auflage  |
| --- | ---- | ------------------------- | ------------------------------------------------------------------------------------- | ------------------ | -------- |
| 1   |      | 29. Februar 2016          | 20 Jahre Mitgliedschaft im Europarat                                                  | [ 18 ] [ 19 ]      | 105.000  |
| 2   |      | 18. Juli 2016             | 25. Jahrestag der Unterzeichnung des Zollabkommens mit der Europäischen Union         | [ 21 ] [ 22 ]      | 0.85.000 |
| 3   |      | 18. Juli 2016             | 30. Jahrestag der gesetzlichen Festlegung des Volljährigkeitsalters auf 18 Jahre      | [ 24 ] [ 25 ]      | 0.85.000 |
| 4   |      | 1. Juni 2017              | 25 Jahre öffentlich-rechtlicher Rundfunk in Andorra                                   | [ 27 ] [ 28 ]      | 0.85.000 |
| 5   |      | 1. Juni 2017              | 150-jähriges Jubiläum der Neuen Reform von 1866                                       | [ 30 ] [ 31 ]      | 0.85.000 |
| 6   |      | 8. Februar 2018           | 100 Jahre Hymne Andorras                                                              | [ 33 ] [ 34 ]      | 0.85.000 |
| 7   |      | 8. Februar 2018           | Andorra – das Land in den Pyrenäen                                                    | [ 36 ] [ 37 ]      | 0.85.000 |
| 8   |      | 12. April 2018            | 25. Jahrestag der Verfassung von Andorra                                              | [ 39 ] [ 40 ]      | 0.75.000 |
| 9   |      | 26. November 2018         | 70. Jahrestag der Allgemeinen Deklaration der Menschenrechte                          | [ 42 ] [ 43 ]      | 0.75.000 |
| 10  |      | 11. März 2019             | Finale des Alpinen Skiweltcups                                                        | [ 45 ] [ 46 ]      | 0.60.000 |
| 11  |      | 11. November 2019         | 600 Jahre Consell de la Terra                                                         | [ 48 ] [ 49 ]      | 0.60.000 |
| 12  |      | 9. Dezember 2020          | XXVII. Iberoamerika-Gipfel 2020 in Andorra                                            | [ 51 ] [ 52 ]      | 0.73.500 |
| 13  |      | 9. Dezember 2020          | 50 Jahre Frauenwahlrecht in Andorra                                                   | [ 54 ] [ 55 ]      | 0.60.000 |
| 14  |      | 15. Dezember 2021         | 100. Jahrestag der Krönung Unserer Lieben Frau von Meritxell                          | [ 57 ] [ 58 ]      | 0.73.750 |
| 15  |      | 15. Dezember 2021         | Wir kümmern uns um unsere Senioren                                                    | [ 60 ] [ 61 ]      | 0.70.000 |
| 16  |      | 16. Januar 2023           | 10. Jahrestag des Inkrafttretens der Währungsvereinbarung zwischen der EU und Andorra | [ 63 ] [ 64 ]      | 0.70.000 |
| 17  |      | 16. Januar 2023           | Die Legende von Karl dem Großen                                                       | [ 66 ] [ 67 ]      | 0.70.000 |
| 18  |      | 27. November 2023         | 30. Jahrestag des Beitritts Andorras zu den Vereinten Nationen                        | [ 69 ] [ 70 ]      | 0.70.000 |
| 19  |      | 27. November 2023         | Feste der Sommersonnenwende                                                           | [ 72 ] [ 73 ]      | 0.70.000 |
| 20  |      | 2024                      | 100 Jahre Skisport in Andorra                                                         | [ 74 ]             | 0.60.000 |
| 21  |      | 2024                      | UCI Mountainbike-Weltmeisterschaften – Andorra 2024                                   | [ 75 ]             | 0.60.000 |

## Sammlermünzen
Es folgt eine Auflistung aller Sammlermünzen Andorras bis 2021.

### 1,25 Euro
| Wertseite | Bildseite | Thema                            | Ausgabejahr | Material      | Masse  | Durchmesser | Auflage |
| --------- | --------- | -------------------------------- | ----------- | ------------- | ------ | ----------- | ------- |
|           |           | Pont de la Margineda             | 2021        | Kupfer-Nickel | 17,7 g | 34 mm       | 3.000   |
|           |           | Weiße Narzisse                   | 2021        | Kupfer-Nickel | 17,7 g | 34 mm       | 3.000   |
|           |           | Eichhörnchen                     | 2022        | Kupfer-Nickel | 15 g   | 33 mm       | 3.000   |
|           |           | Sant Joan de Caselles            | 2022        | Kupfer-Nickel | 15 g   | 33 mm       | 3.000   |
|           |           | Auerhuhn                         | 2023        | Kupfer-Nickel | 15 g   | 33 mm       | 3.000   |
|           |           | Pont de Sant Antoni de la Grella | 2023        | Kupfer-Nickel | 15 g   | 33 mm       | 3.000   |
|           |           | Kreuz mit sieben Armen           | 2024        | Kupfer-Nickel | 15 g   | 33 mm       | 2.400   |

### 5 Euro
| Wertseite | Bildseite | Thema                                    | Ausgabejahr | Material            | Masse | Durchmesser | Auflage |
| --------- | --------- | ---------------------------------------- | ----------- | ------------------- | ----- | ----------- | ------- |
|           |           | 25. Jahrestag der Verfassung von Andorra | 2018        | 92,5 % Ag, 7,5 % Cu | 27 g  | 40 mm       | 10.000  |

### 50 Euro
| Wertseite | Bildseite | Thema                                    | Ausgabejahr | Material    | Masse  | Durchmesser | Auflage |
| --------- | --------- | ---------------------------------------- | ----------- | ----------- | ------ | ----------- | ------- |
|           |           | 25. Jahrestag der Verfassung von Andorra | 2018        | 99,9 % Gold | 6,75 g | 23 mm       | 3.000   |